# Contra-indicatie
Een contra-indicatie of, vooral in België, een tegenaanwijzing is een reden of omstandigheid om een bepaalde behandeling of geneesmiddel niet toe te passen. Bijvoorbeeld: Iemand heeft een longontsteking waarvoor een bepaald antibioticum geïndiceerd is. De patiënt is echter allergisch voor dat middel. Dat is een vrijwel absolute contra-indicatie, en er zal naar een ander antibioticum moeten worden gezocht. 
Contra-indicaties kunnen 'relatief' of 'absoluut' zijn. In het eerste geval kan er nog een afweging plaatsvinden, in het tweede geval mag het echt niet.